# 청풍승평계
청풍승평계(淸風昇平稧) 조선말기 악성(樂聖) 우륵(于勒)이 태어난 청풍(淸風)에서 그 예맥(藝脈)을 계승하기 위한 국악단체이다.

악성 우륵의 음악예술을 계승하기 위하여 1893년 우리나라 최초로 청풍유지가 국악단을 조직하여 교련한 한벽루이다. [자료사진

## 한국 최초의 관현타악기를 교련한 율원 조직
- 성열현인(省熱縣人) 우륵(于勒)은 청풍인(淸風人)으로 그 음악예술을 계승하기 위하여 고종 30년(1893)에 청풍의 유지 33명이 우리나라의 고전음악(古典音樂)의 계승보존책으로 506률을 전승발전하기 위하여 청풍승평계(淸風昇平稧)를 조직하였다.
- 1918년에 속승평계(續昇平稧)를 재조직한 43명은 후세후손에게 고전음악을 계승유지(繼承維持)할 목적으로 국악(國樂)을 교련하여 발전시켰다.

## 국악단의 구성과 교련
- 청풍승평계의 조직은 수좌(首座), 통집(統執), 주찰(周察), 부주찰(副周察), 영사(領司), 부영사(副領司), 교독(敎督), 총율(摠律), 율원(律員) 등으로 구성하였다.
- 청풍승평계의 율원은 매월 16일에 전원이 회집하여 한벽루(寒碧樓)에서 음악 53장(章)을 고련(敎鍊)하고 강습(講習)하였다.

## 악기의 종류
- 청풍승평계 율원(律員)의 출자(出資)로 풍류가야금(風流伽倻琴), 산조가야금(散調伽倻琴), 양금(洋琴), 현금(玄琴), 당비파(唐琵琶), 향비파(鄕琵琶), 피리, 젓대, 단소(短簫), 장고(杖鼓) 등의 관현타악기(管絃打樂器)를 구입하였다.

## 1893년 청풍승평계의 규약
- 매월 16일로 정하여 교련하였다.
- 10냥씩 갹출하여 변리를 늘여 악기를 조성하며 수리와 보수에 사용했다.
- 매년 춘추에 모든 회원은 승경을 유람했다.
- 술주정과 싸움을 시작하는 폐단은 중벌(中罰)로 다스렸다.
- 젊은 회원이 연장자를 능멸하고, 강자가 약자를 업신여겨 투쟁하는 폐단은 상벌로 다스렸다.
- 애경사에 부조금(扶助金)을 거두어 일제히 방문하여 위로하거나 축하했다.
- 벌칙(罰則)을 시행 후 벌칙금의 납부를 불응은 계(稧)에서 내보냈다.
- 자손 후세는 전승하여 무궁한 세월이 다하도록 차례차례 계승하여 입회한다
- 입회를 원하는 자는 올해는 10냥, 내년부터는 몇 십 년 후까지 15냥으로 입회의 허락을 원칙으로 한다.
- 모든 계원 중에 돈을 빌리지 말고, 또한 보증을 서지 말아야 한다.
- 수좌(首座)는 최고령자로 정하고, 의례에 따라 지위에 나아간다.
- 통집(統執)은 좌상(座上) 가운데 정하고, 주장(主章)은 모든 사람의 대소 사무를 모두 감독한다.
- 교독(敎督)은 기악(妓樂)과 가무(歌舞)를 조련교습에 총감독을 살핀다.
- 총율(摠律)은 율원(律員) 가운데 최고로 능한 사람을 살펴 맡긴다.
- 수주찰(首周察)은 대소 사무와 재물을 맡아 잘 살펴 검사한다.
- 부주찰(副周察)은 수주찰이 알아서 위임하는 일을 어김없이 살펴서 검사한다.
- 상영사(上領司)는 재덕(才德)있는 풍소(風騷)의 일에 익숙한 숙련자로 연회를 총찰한다.
- 부영사(副領司)는 상영사가 알아서 위임하는 일을 보좌한다.
- 율원의 구성은 33인이며 비록 외부인이 입회를 원하는 자가 있더라도 규칙을 고쳐서 입회를 허락하지 않았다.

## 악기의 유실
- 청풍승평계는 일제강점기에도 찬연하게 국악을 발전시켰으나 1950년 6․25동란으로 인하여 악기가 전부 유실되고 일부 양금(洋琴) 등은 제천시 청풍면 물태리 평등사에 보관했으나 충주댐 수몰로 유실되었다.[1][2]